# Levern, Småland
Levern är en sjö i Västerviks kommun i Småland och ingår i Storåns huvudavrinningsområde.